# Saxtorpsskogen
Saxtorpsskogen est une localité suédoise située dans la commune de Landskrona en Scanie.
Sa population était de 1 054 habitants en 2019.